# جون بايرز أندرسون
جون بايرز أندرسون (بالإنجليزية: John Byers Anderson)‏ هو ضابط أمريكي، ولد في 22 نوفمبر 1817 في مقاطعة واشنطن في الولايات المتحدة، وتوفي في 25 يوليو 1897 في مانهاتن في الولايات المتحدة.